# Твин Пикс: Ватро, ходај са мном
Твин Пикс: Ватро, ходај са мном (енгл. Twin Peaks: Fire Walk with Me) је амерички психолошки хорор филм из 1992. године, режисера Дејвида Линча, који је и написао сценарио заједно са Робертом Енгелсом. Служи као преднаставак телевизијске серије Твин Пикс (1990–1991), коју су створили Марк Фрост и Линч, који су такође били извршни продуценти. Филм прати истрагу о убиству Терезе Бенкс (Памела Гидли) и последњих седам дана живота Лоре Палмер (Шерил Ли), популарне средњошколке у измишљеном граду Твин Пикс у Вашингтону. За разлику од серије, која је била необична мешавина детективске фикције, хорора, натприродног, необичног хумора и тропа из сапуница, филм има много мрачнији, мање хумористичан тон.
Већина глумаца из серије поновила је своје улоге, иако је већина њихових сцена исечена. Неколико запажених чланова глумачке екипе, укључујући Лару Флин Бојл, Шерилин Фен и Ричарда Бејмера, нису се појавили у филму из различитих разлога. Улога Доне Хејворд, коју је у серији тумачила Бојлова, у филму је припала Мојри Кели. Кајл Маклохлан, који је у серији глумио специјалног агента Дејла Купера, није био вољан да се учествује у филму из страха да ће му у будућим остварењима нудити сличне улоге, што је резултовало његовим мањим присуством у филму него што је првобитно планирано.
У време изласка филма критичари су били подељени. Међутим, филм је у 21. веку добио позитивније рецензије, при чему су га неки критичари сматрали једним од Линчевих главних остварења. Иако се дуго писало да је публика на Филмском фестивалу у Кану 1992. године, где је филм био номинован за Златну палму, извиждала филм и смејала му се, косценариста Роберт Енгелс је негирао да је то био случај. Филм је био неуспешан на биоскопским благајнама у Сједињеним Државама, али је много боље прошао у Јапану. Два планирана наставка су отказана, али су избрисане сцене објављене 2014. кроз компилацију Twin Peaks: The Missing Pieces, а наратив приче је настављен кроз мини-серију Твин Пикс: Повратак 2017. године.

## Радња

### Пролог
Године 1988, у градићу Дир Медоу, тело тинејџерке из Вашингтона Терезе Бенкс плута низ реку, умотано у пластику. Шеф регионалне канцеларије ФБИ-ја Гордон Кол шаље агенте Честера Дезмонда и Сема Стенлија да истраже случај.
Док прегледају Терезино тело, агенти примећују да јој недостаје прстен са једног прста и проналазе комадић папира са словом „Т” уметнут испод нокта. Локална конобарица им касније каже да је Терезина рука утрнула пре него што је умрла. Они у зору прегледају приколицу где је Тереза живела. Тамо, Дезмонд примећује фотографију Терезе која носи необичан прстен. У сумрак, Дезмонд проналази прстен на насипу испод приколице. Он пружа руку да га узме.
У седишту ФБИ-ја у Филаделфији, агент Дејл Купер прича Колу о свом злослутном сну. Њихов давно изгубљени колега, агент Филип Џефрис, изненада се појављује и сумануто говори о састанку коме је присуствовао, а који је укључивао мистериозне духове. Визија ових духова — Човека који скаче, Човека са другог места, Убице БОБ-а, госпође Чалфонт и њеног унука — појављује се накратко пре него што Џефрис поново нестане. Агент Алберт Розенфилд, који је седео у близини, извештава да Џефрис никада није био тамо и да је Дезмонд нестао. Кол шаље Купера у Дир Медоу у потрагу за Дезмондом. Осим што је пронашао Дезмондово напуштено возило, он ништа не сазнаје.

### Последњих седам дана Лоре Палмер
Годину дана касније у Твин Пиксу, средњошколка Лора Палмер користи кокаин и вара свог дечка Бобија Бригса са бајкером Џејмсом Хурлијем. Она открива да у њеном тајном дневнику недостају странице, и даје га свом агорафобичном пријатељу Харолду Смиту на чување.
Госпођа Чалфонт и њен унук се касније јављају Лори. Дају јој малу урамљену слику за њен зид и упозоравају је да је „човек иза маске” у њеној спаваћој соби. Лора трчи кући и види БОБ-а иза своје комоде. Она у страху изјури напоље и види свог оца, Лиланда, како излази из куће. Пре вечере, Лиланд оптужује Лору о њеним везама и виче на њу да опере руке. Пред спавање, уплакан јој се извињава.
Пред спавање, Лора качи слику на зид своје собе и сања о уласку у Колибу. Тамо види Купера и Човека са другог места, који се представља као рука и нуди јој Терезин прстен. Купер јој каже да га не узима. Лора види Ени Блекберн поред себе у кревету, сву у крви. Ени говори Лаури да напише у свом дневнику да је „добри Дејл у Колиби и да не може да изађе”, а затим нестаје. Лора угледа прстен у својој руци, али када се пробуди, више га нема.
Те ноћи, Лора одлази у Роудхаус, бар у којем ради као малолетна проститутка. Одатле, Лора и њен макро Жак Рено, заједно са двојицом својих клијената, одлазе у други бар одмах преко границе у Канади. Дона Хејворд, Лорина најбоља пријатељица, несвесна је проституције и употребе тешких дрога, и прати Лори и придружује јој се. Након што је видела дрогирану Дону у топлесу како се љуби са својим „Џоном”, Лора је одвлачи. Она моли Дону да не постане као она.
Следећег јутра, Филип Џерард, једноруки човек опседнут духом МАЈК-а, прилази Лиланду и Лори. Он показује Терезин прстен Лори док се обраћа Лиланду у вези са конзервираним кукурузом. Лиланд се присећа своје афере са Терезом; замолио је Терезу да имају секс у четворо са њеним пријатељима, али је побегао пошто је међу њима угледао Лору. Тереза је схватила ко је он и сковала је заверу да га уцени, па ју је Лиланд убио. Док се Лиланд и МАЈК гласно свађају, Лора постаје јако узнемирена и виче на њих да престану. МАЈК се брзо одвезе.
Те ноћи у шуми, Боби и Лора чекају Жаковог дилера дроге. Прилази им заменик Клиф, који им показује паковање белог праха. Он покушава да извуче пиштољ, али Боби пуца први и убија Клифа.
Следеће ноћи, док је на Лора кокаину, БОБ улази кроз њен прозор и силује је. Она пита: „Ко си ти?” и види да је БОБ њен отац.
Лора узнемирена одлази у школу. Схватајући да је у вези са њим само због кокаина, Боби раскида са њом. Лора постаје све више несталнија и узнемирена. Увече прекида везу са Џејмсом, скаче са његовог мотоцикла и бежи у колибу у шуми, где је Жак, Лео Џонсон и малолетна проститутка Ронет Пуласки чекају. Њих четворо узимају кокаин и имају секс. Током овога, Жак везује Лору и силује је. Појављује се Лиланд и туче Жака до несвести док Лео бежи. Лиланд одводи Лору и Ронет до напуштеног вагона. БОБ онесвести Ронет, а МАЈК, након што је дотле пратио Лиланда, спашава Ронет и баца Терезин прстен у вагон. Лора га ставља на прст. Бесан, БОБ убија Лору и пушта да њен леш, умотан у пластику, плута низ реку. Затим пролази у Црвену собу, наилазећи на МАЈК-а и Човека са другог места. Заједно захтевају своју „гармонбозију” (преведено као „бол и туга”) од БОБ-а, док физички одвојени Лиланд лебди поред, несвестан.

### Епилог
Лорин леш откривају становници Твин Пикса. Агент Купер је теши у Црвеној соби, док она види свог анђела како лебди изнад и плаче сузе радоснице.

## Улоге
- Шерил Ли као Лора Палмер
- Реј Вајз као Лиланд Палмер
- Кајл Маклохлан као специјални агент Дејл Купер
- Мејчен Ејмик као Шели Џонсон
- Дејна Ашбрук као Боби Бригс
- Фиби Огастин као Ронет Пуласки
- Дејвид Боуи као специјални агент Филип Џефрис
- Ерик да Ре као Лео Џонсон
- Мигел Ферер као специјални агент Алберт Розенфилд
- Памела Гидли као Тереза Бенкс
- Хедер Грејам као Ени Блекберн
- Крис Ајзак као специјални агент Честер Дезмонд
- Мојра Кели као Дона Хејворд
- Пеги Липтон као Норма Џенингс
- Дејвид Линч као шеф бироа Гордон Кол
- Џејмс Маршал као Џејмс Хурли
- Јирген Прохнов као шумар
- Хари Дин Стантон као Карл Род
- Кифер Садерланд као специјални агент Сем Стенли
- Лени вон Долен као Харолд Смит
- Грејс Забриски као Сара Палмер
- Франсес Беј као госпођа Тремонд / госпођа Чалфонт
- Кетрин Е. Коулсон као Маргарет Лантерман („Жена са пањем”)
- Мајкл Џ. Андерсон као Човек са другог места
- Френк Силва као БОБ
- Волтер Олкевич као Жак Рено
- Ал Стробел као Филип Мајкл Џерард / МАЈК
- Гари Хершбергер као Мајк Нелсон
- Андреа Хејз као Хајди
- Карлтон Ли Расел као Човек који скаче

Следећи глумци и ликови појављују се у сценама исеченим из биоскопске верзије, али касније објављеним у компилацији Twin Peaks: The Missing Pieces. Након премијере у Кану, Линч је прокоментарисао зашто је морао да исече ликове из биоскопске верзије: „Било је помало тужно, [...] Волео би да сви буду тамо, али њихови ликови нису имају утицаја на живот Лоре Палмер.”:
- Мајкл Онткин као шериф Хари С. Труман
- Ворен Фрост као др Вил Хејворд
- Еверет Макгил као Ед Хурли
- Џек Ненс као Пит Мартел
- Кими Робертсон као Луси Моран
- Џоун Чен као Џози Пакард
- Хари Гоаз као заменик шерифа Енди Бренан
- Мајкл Хорс као заменик шерифа Том „Хок” Хил
- Рас Тамблин као др Лоренс Џекоби
- Венди Роби као Надин Хурли
- Дон С. Дејвис као мајор Гарланд Бригс
- Шарлот Стјуарт као Бети Бригс
- Мери Џо Дешанел као Ајлин Хејворд